# Matteo Bono
Matteo Bono (Iseo, Italia, 11 de noviembre de 1983) es un ciclista italiano que fue profesional desde 2006 hasta 2018.

## Palmarés
2005
- Trofeo de Ciudad de Brescia

2007
- 1 etapa de la Tirreno-Adriático
- 1 etapa del Tour de Romandía

2011
- 1 etapa del Eneco Tour

## Resultados en Grandes Vueltas
| Carrera | Carrera         | 2006 | 2007  | 2008  | 2009  | 2010 | 2011 | 2012 | 2013  | 2014 | 2015  | 2016  | 2017  | 2018 |
| ------- | --------------- | ---- | ----- | ----- | ----- | ---- | ---- | ---- | ----- | ---- | ----- | ----- | ----- | ---- |
|         | Giro de Italia  | —    | 139.º | —     | 123.º | 86.º | —    | 99.º | —     | 77.º | —     | —     | —     | —    |
|         | Tour de Francia | —    | —     | 114.º | —     | —    | 93.º | —    | Ab.   | —    | 118.º | 136.º | 111.º | —    |
|         | Vuelta a España | —    | —     | —     | —     | —    | —    | —    | 143.º | —    | —     | —     | —     | —    |

—: no participa

Ab.: abandono

## Equipos
- Lampre (2006-2018)
  - Lampre-Fondital (2006-2007)
  - Lampre (2008)
  - Lampre-N.G.C. (2009)
  - Lampre-Farnese Vini (2010)
  - Lampre-ISD (2011-2012)
  - Lampre-Merida (2013-2016)
  - UAE Team Emirates (2017-2018)